# Вихърът на танца
„Вихърът на танца“ (на английски: Footloose) е щатска музикална драма от 1984 г. на режисьора Хърбърт Рос, по сценарий на Дийн Пичфорд, с участието на Кевин Бейкън, Лори Сингър, Даян Уийст и Джон Литгоу.